# 渡辺俶
渡辺 俶（わたなべ あつし、1899年7月23日 - 1974年5月7日）は、日本の政治家、医師。栃木県黒磯町長を務めた。

## 経歴
福島県に生まれる。父は明治期から黒磯で医院を開業していた。1924年（大正13年）、東京帝国大学医学部を卒業し同附属病院に就職。1925年（大正14年）、黒磯に戻り実家の医院で医業に従事した。
1925年から1954年（昭和29年）まで町医を、1925年から1965年（昭和40年）まで栃木県立黒磯高等学校（町立実践女学校）の校医を務めた。また、1941年（昭和16年）から1947年（昭和22年）まで方面委員を務めており、医師としてばかりでなく地域住民の相談相手としても信頼された。その他、那須郡医師会長や栃木県医師会代議員会長なども歴任している。
一方、1947年5月から1954年12月まで（旧）黒磯町議会議員を、1955年1月から同年2月まで新設合併後の黒磯町議会議員を務めている。議員在任中には町立実践女学校の県立移管や市街地の道路網整備に尽力した。
合併に伴う黒磯町長選挙は1955年2月18日に行われ、渡辺が合併前の黒磯町長の真島昶を破り当選した。以後、渡辺は1963年（昭和38年）2月まで町長を務め、合併後の町の発展の基礎をつくりあげた。
町長退任後の1968年（昭和43年）9月30日には名誉町民に推挙され、1970年（昭和45年）4月28日には勲五等双光旭日章を受章している。1974年（昭和49年）5月7日、死去した。74歳没。